# مولکهو
مولکهو (به انگلیسی: Mulkhow) یک منطقهٔ مسکونی در پاکستان است که در ناحیه چترال واقع شده‌است.